# Бійський міський драматичний театр
Бі́йський міськи́й драмати́чний теа́тр (рос. Бийский городской драматический театр) — міський драматичний театр у місті Бійську Алтайського краю Російської Федерації, головна театральна сцена й значний культурний осередок міста.

## Загальні дані
Бійський міський драматичний театр міститься в історичній будівлі за адресою:
вул. Совєтська, буд. 25, м. Бійськ—659300 (Алтайський край, Російська Федерація).
Глядацька зала розрахована на 263 місця. Параметри сцени — 9,0 (ширина) х 14,0 (глибина) х 16,0 (висота) метрів. 
Нині директором театру є Галина Миколаївна Нечай.

## Будинок театру
Бійський драматичний театр міститься у приміщенні Народного дому, збудованого 1914 року за проектом архітектора І. Ф. Носовича коштом купця 2-ї гільдії П. А. Копилова та його небожа — полковника А. П. Копилова. Будівля є історико-архітектурною пам'яткою. 
Архітектура будинку являє зразок еклектизму, з використанням мотивів модерну та історизму — зі стилізацією під готичні елементи. 
Приміщення Народного дому в Бійську неодноразово ремонтувалось: 1927 року (капітальний ремонт), 1968-го (капітальний ремонт, надбудовано сценічну коробку, знищені люкарни) та у 1984—85 роках (капітальний ремонт, реконструкція інтер'єру).

## З історії театру
Театр у Бійську був заснований 1939 року. 
У роки  Німецько-радянської війни чимало артистів пішли добровольцями на фронт, решта ж виступали у концертних бригадах. Тоді на сцені Бійського драмтеатру діяв евакуйований з Москви театр імені Лєнсовету на чолі з художнім керівником І. Шляпановим. Тут працювали артисти Щеглов, А. Плотников, народна артистка Віра Орлова та інші. У репертуарі воєнних років були п'єси патріотичні й класичні — К. Симонова «Русские люди» та О. Островського «Без вины виноватые». На початку 1943 року московська трупа залишила Бійськ.
У 1950—1960-і роки Бійський театр був на підйомі. У трупі грало понад 40 осіб, серед яких артисти Б. Терехов, М. Генералова, К. Кайгородцева, М. Хасман, 3. Гранко, І. Андросенко, Р. Ворошилов, С. Маргуліс та інші. 1960 року на базі Бійського драматичного театру та Горно-Алтайського театру музичної комедії було створено Крайовий музично-драматичний театр. Перший сезон оперети був відкритий спектаклем «Поцелуй Чаниты». У 1964 році театр оперети був переведений до Барнаула (нині він відомий як Алтайський крайовий державний театр музичної комедії).
Від 1964 року на бійській сцені продовжує виступати драматична трупа. У 1970-х роках працювали режисери А. Титков, А. Клемантович, А. Геренбург, В. Петрашевич, В. Ванярха, а у трупу прийшли талановиті актори В. Шалагін, 3. Гранко, Ю. Колпаков, І. Круподерова, А. Єлізаров, Г. Воронін, В. Акулов та інші. 
Від 1980 року головним режисером театру став М. Карнаухов, який звернувся до творчості драматурга-земляка Василя Шукшина. Са́ме в той час були поставлені вистави «Степан Разин», «Энергичные люди», «До третьих петухов», «Калина красная» та інші. 
Від 1997 року директор театру — Галина Нечай, під час роботи якої у приміщенні театру здійснено капітальний ремонт і реконструкцію (за проектом архітекторів Є. Г. Тоскіна, Н. Рагіно та Я. Рагіно). Цей проект був удостоєний нагороди «Золотая капитель» на Сибірському огляді-конкурсі в галузі містобудування, архітектури, дизайну.

## Репертуар
У репертуарі Бійського міського драматичного театру:
- О. Островський — «Наливные яблочки»;
- М. Гоголь — «Женитьба»;
- А. Чехов — «Вишневый сад» та «Юбилей»;
- В. Шукшин — «И было утро»;
- М. Задорнов — «Сколько стоит мужчина»;
- П. Мариво — «Игра любви и случая»;
- Ж.-Б. Мольер — «Тартюф»;
- Б. Шоу — «Пигмалион».

## Виноски
1. ↑  Бійський міський драматичний театр на www.rosteatr.ru («Театральна Росія», електронна версія щорічного довідника театрів, філармоній, фестивалів) (рос.)
2. ↑  Решение исполнительного комитета Алтайского краевого Совета народных депутатов № 108 от 24.03.1989